# Hemistola cymiaria
Hemistola cymiaria là một loài bướm đêm trong họ Geometridae.